# Евгений Сердюк
Евгений Игорович Сердюк (на украински: Сердюк Євген Ігорович), по прякор Жека (на украински: Жека), е украински футболист, който играе на поста централен нападател. Състезател на ЦСКА 1948.

## Кариера
Сердюк прекарва четири години от своята кариера в Португалия.
На 7 септември 2021 г. е представен като ново попълнение на Черно море. Дебютира на 27 септември при равенството 2:2 като гост на Пирин (Благоевград).

### ЦСКА 1948
На 1 септември 2022 г. Евгений подписва с ЦСКА 1948. Прави дебюта си на 16 септември при победата с 1:0 като домакин на Септември (София).

## Национална кариера
На 25 март 2019 г. Евгений дебютира в приятелски мач за националния отбор на Украйна до 21 г., при победата с 2:0 като домакин на националния отбор на Казахстан до 21 г.